# Zygophyllum gontscharovii
Zygophyllum gontscharovii là một loài thực vật có hoa trong họ Zygophyllaceae. Loài này được Boriss miêu tả khoa học đầu tiên.